# On vous parle
On vous parle est un court métrage écrit et réalisé en 1960 par Jean Cayrol et Claude Durand.

## Synopsis
Un rescapé des camps nazis erre parmi les vestiges de la guerre. D'un bunker à l'autre, on le suit de dos, qui traîne sa dégaine fourbue, le traumatisme subi quinze ans auparavant pesant toujours sur ses épaules...

## Fiche technique
- Titre : On vous parle
- Réalisation, scénario et commentaire : Jean Cayrol et Claude Durand
- Commentaire dit par : Daniel Sorano
- Photographie : Jean Cayrol et Claude Durand
- Montage : Odile Terzieff
- Musique non originale : Finale de « Sarabande » de Johann Sebastian Bach
- Producteur : Anatole Dauman
- Production et distribution: Argos Films
- Pays d'origine : France
- Durée : 16 min
- Procédé : 35 mm (positif & négatif), Noir et blanc, Son mono
- Numéro de visa : 24220 (délivré le 29 décembre 1960)
- Date de sortie : décembre 1960 (Journées Internationales du Court Métrage de Tours)

## Autour du film
- Comme le personnage de son film, Jean Cayrol a été déporté dans un camp de concentration.